# Jefferson (Ohio)
Jefferson – wieś w Stanach Zjednoczonych, w stanie Ohio, w hrabstwie Ashtabula. Według danych z 2000 roku wieś miała 3572 mieszkańców.